# Grzebiące
Grzebiące, kuraki (Galliformes) – rząd ptaków z podgromady ptaków nowoczesnych Neornithes. Obejmuje gatunki lądowe, grzebiące, zamieszkujące wszystkie strefy klimatyczne na całym świecie, poza Antarktydą i niektórymi wyspami. Ptaki te przypominają z wyglądu kurę, są jednak masywniejsze, mają mocny dziób i pazury, co umożliwia im wyszukiwanie pokarmu w glebie. Odżywiają się nasionami, owocami i małymi zwierzętami. W grupie tej obserwuje się znaczny dymorfizm płciowy, samce są większe i barwniejsze. Grzebiące gnieżdżą się na ziemi, pisklęta są zagniazdownikami.

## Systematyka
Do rzędu należą następujące rodziny:
- Megapodiidae – nogale
- Cracidae – czubacze
- Numididae – perlice
- Odontophoridae – przepiórowate
- Phasianidae – kurowate

oraz wymarłe:
- Gallinuloididae
- Paraortygidae
- Quercymegapodiidae

Dawniej (Wetmore, 1960) do grzebiących zaliczano też rodzinę hoacynów (Opisthocomidae) – obecnie rodzina ta jest klasyfikowana w osobnym rzędzie hoacynów (Opisthocomiformes). Z kolei w innych klasyfikacjach w tym rzędzie wydzielano tylko 3 rodziny (czubacze Cracidae, nogale Megapodiidae oraz bażantowate Phasianidae). U Mielczarka i Cichockiego wyróżniano również rodziny: indyki (Melagrididae) oraz głuszcowate (Tetraonidae).

## Charakterystyka
Grzebiące są w większości średniej wielkości ptakami o krępym tułowiu, małej głowie. Nogi są silne, pazury duże, dziób krótki, przystosowany do jedzenia pokarmu roślinnego. Skrzydła są małe, acz silnie umięśnione, co umożliwia grzebiącym szybki, wręcz pionowy start. Ułatwia to ptakom tym życie w lasach i zaroślach. U grzebiących występuje silny dymorfizm płciowy: samce są większe i barwniejsze od samic, u których występuje maskujące, szarobrązowe ubarwienie.

## Pożywienie
Podstawę pokarmu grzebiących stanowią nasiona, owoce, zielone części roślin, rzadziej ptaki te jedzą owady czy dżdżownice. Drobne bezkręgowce, takie jak one stanowią natomiast podstawowe pożywienie piskląt. Rodzaj pobieranego przez dorosłe pokarmu zależy od pory roku.

## Lęgi
Większość grzebiących jest poligamiczna. Występują widowiskowe toki. Samce niektórych gatunków toczą walki o samice. Jaja są małe, w jednym zniesieniu samica składa ich od 4 do 24, w zależności od gatunku. Okres inkubacji trwa 12–30 dni, wysiadywaniem jaj i opieką nad pisklętami u gatunków poligamicznych zajmuje się samica, natomiast u gatunków monogamicznych – oboje rodziców. Spośród wszystkich grzebiących jedynie nogale nie zakładają gniazd: jaja chowają w kopcach lub dołkach, tam gdzie są one ogrzewane przez światło słoneczne, energię geotermalną lub ciepło butwiejących roślin. Grzebiące są zagniazdownikami.

## Szczątki kopalne
Odnaleziono skamieniałości m.in. następujących wymarłych gatunków:
- Procax brevipes; późny eocen, Dakota Północna
- Palaeonossax senectus; oligocen, Dakota Południowa
- Quercymegapodius:
  - Quercymegapodius depereti
  - Quercymegapodius brodkorbi
- Ludiortyx hoffmanni; późny eocen, Francja
- Taubacrex ganivora; późny oligocen/wczesny miocen, Brazylia
- Ameripodius silvasantosi
- Ngawupodius minya; późny oligocen, centralna Australia
- Amitabha urbsinterdictensis; środkowy eocen, Wyoming
- Telecrex grangeri; eocen, Mongolia
- Nanortyx inexceptatus; późny eocen, Kanada
- Sobniogallus albinojamrozi; wczesny oligocen, Polska[8]